# Heliotropium diffusum
Heliotropium diffusum är en strävbladig växtart som beskrevs av Nathaniel Lord Britton. Heliotropium diffusum ingår i Heliotropsläktet som ingår i familjen strävbladiga växter. Inga underarter finns listade i Catalogue of Life.